# Zhaxi Ciren
Zhaxi Ciren (chinesisch 扎西次仁 Zhāxī Cìrén; * 16. November 2002) ist ein chinesischer Leichtathlet, der im Langstrecken- sowie im Hindernislauf an den Start geht.

## Sportliche Laufbahn
Erste internationale Erfahrungen sammelte Zhaxi Ciren im Jahr 2023, als er bei den Asienmeisterschaften in Bangkok in 9:06,25 min den siebten Platz über 3000 m Hindernis belegte und im 5000-Meter-Lauf mit 14:58,54 min auf Rang 13 gelangte. Im Oktober belegte er bei den Asienspielen in Hangzhou in 13:56,57 min den siebten Platz über 5000 Meter und gelangte mit 8:36,57 min auf Rang sechs im Hindernislauf.
2023 wurde Zhaxi chinesischer Meister im 10.000-Meter-Lauf sowie über 3000 m Hindernis.

## Persönliche Bestleistungen
- 5000 Meter: 13:55,34 min, 26. April 2023 in Rizhao
- 10.000 Meter: 28:45,64 min, 28. April 2023 in Rizhao
- 3000 m Hindernis: 8:36,57 min, 1. Oktober 2023 in Hangzhou